# Owczarek z Bergamo
Owczarek z Bergamo, Bergamasco – rasa psów należąca do grupy psów pasterskich i zaganiających. Włoska nazwa tej rasy Cane da Pastore Bergamasco, oznacza w dosłownym tłumaczeniu „psa pasterza bergamskiego”.  Typ wilkowaty. Nie podlega próbom pracy.

## Rys historyczny
Bergamasco to rasa psów, które wykorzystywano do pilnowania stad zwierząt hodowlanych. Zasięg w jakim pierwotnie występował Bergamasco dotyczył regionu Alp Włoskich, zwłaszcza dolin rejonu Bergamo, gdzie hodowano głównie owce, a gdzie, jak podaje Hans Räber, istniały długoletnie tradycje pasterskie, które znalazły potwierdzenie w dokumentach z początków XVI wieku. W surowych warunkach górskich na zasadzie doboru tylko użytkowego, uzyskano typ psa pasterskiego średniej wielkości, pracującego w porze dziennej jak i nocnej, o wysokiej odporności i wytrzymałości.
Pochodzenie owczarka z Bergamo jest jednym z najsłabiej udokumentowanych. Hans Räber przytacza opis szkicu wykonanego przez neapolitańskiego malarza zwierząt Palizziego, który uwiecznił łaciate psy z Abruzzów i Maremmy, posiadające długi i kudłaty włos. Na podstawie tego wizerunku istnieje przypuszczenie, że psy te (choć obecnie różnią się wyglądem) są ze sobą spokrewnione. 
Pierwszy owczarek z Bergamo został zarejestrowany w księdze rodowodowej  Włoskiego Związku Kynologicznego w roku 1898. 

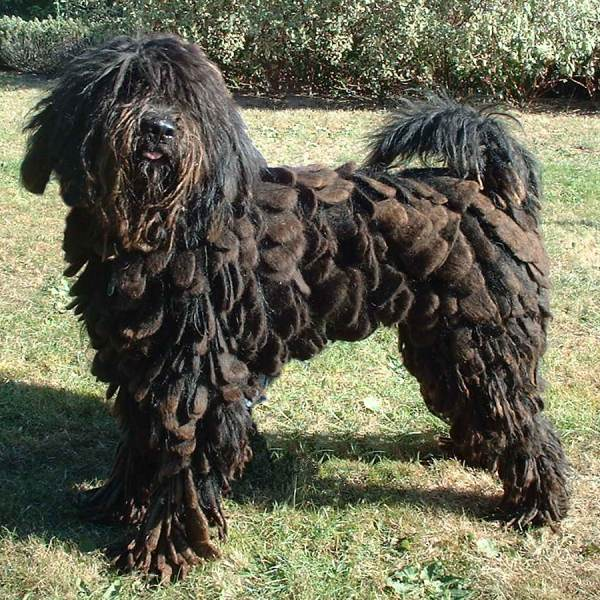
Długi włos okrywowy i gęsty podszerstek u owczarka z Bergamo formuje się w płaskie kosmyki.

## Wygląd
Bergamasco jest psem silnym, zwinnym i odpornym. 

### Szata i umaszczenie
Obfita szata powoduje, że pies ten wydaje się potężniejszy, niż jest w rzeczywistości. W miarę wzrostu, szata zaczyna formować się w dredy, które u kilkuletniego psa mogą osiągać znaczną długość. Dotyczy to głównie psów wystawowych, gdyż u psów pracujących sierść często się niszczy, tworząc poszarpane kołtuny. W przeciwieństwie do szaty komondora czy puli, u Bergamasco włos jest gruby, płaski i szeroki, a także nie powinien się filcować.
Sierść może miewać różne odcienie szarości i koloru płowego. Dopuszczalny jest także kolor matowej czerni, który w słońcu mieni się na rudo. U rasy tej włos z wiekiem się rozjaśnia, w zależności od pory roku zmienia także odcień. Popularna jest maść marmurkowa, która z wiekiem może zmieniać się w jasnopopielatą. Przy maści marmurkowej, tęczówka oka może być częściowo lub nawet całkowicie niebieska.

## Zachowanie i charakter
Są nieufne wobec obcych. Nie okazują jednak bezpodstawnej agresji. Inteligentne, przyzwyczajone do dużej samodzielności, nie są całkowicie podporządkowane i posłuszne. 

## Użytkowość
Współcześnie najczęściej są hodowane jako psy rodzinne oraz pilnujące domostw. 

## Zdrowie i pielęgnacja
Charakterystyczny włos u Bergamasco wymaga znajomości jego odpowiedniej pielęgnacji. Bergamasco nie linieje, jeśli pies nie jest przeznaczony do celów wystawowych korzystne jest odpowiednie przycinanie sierści, co jednocześnie pozwala zachować większą higienę. 

## Popularność
W Polsce rasa ta jest słabo znana, także w rodzimych Włoszech w niektórych rejonach kraju wiedza o tych psach jest znikoma.